# المغرب في الألعاب الأولمبية الصيفية 2004
مشاركة المغرب في الألعاب الأولمبية الصيفية 2004 جرت في الفترة بين 12
 إلى 29 أغسطس 2004 في أثينا، اليونان. هذه هي المرة ال11 التي يشارك هذا البلد في الألعاب الأولمبية الصيفية باستثناء نسخة عام 1980 بموسكو، بسبب دعمه الجزئي لدعوة المقاطعة التي أطلقتها الولايات المتحدة.

## وفد
اختارت اللجنة الأولمبية الوطنية المغربية وفدا مكونا من 58 رياضيا، 49 رجلا و 9 نساء، الذين يتنافسون في تسع رياضات و 28 تخصص. كرة القدم هي الرياضة الجماعية الوحيدة التي يشارك فيها المغرب. الرياضات الفردية الأكثر تمثيلا من طرف المغاربة هي ألعاب القوى بـ 23 عداء، والملاكمة بـ 7 رياضيين.
أربعة رياضيين حائزين على ميداليات في الألعاب الأولمبية مشاركون مع الفريق المغربي. العداء هشام الكروج الحاصل على الفضية عام 2000، والعدائين نزهة بدوان وعلي الزين و الملاكم طاهر التمسماني أصحاب الميداليات البرونزية في نفس العام. لاعب الجيدو عادل بلكايد و العداء هشام الكروج يشاركون للمرة الثالثة على التوالي.
العداءة نزهة بدوان، البالغة من العمر 34 سنة، هي أكبر رياضية في الوفد سنا، في حين أن لاعب كرة القدم عز الدين أورحو ، صاحب الـ 19 ربيعاً، هو الأصغر.
يبين الجدول التالي عدد الرياضيين المغاربة حسب كل رياضة :
| رياضة       | رجال | نساء | مجموع |
| ----------- | ---- | ---- | ----- |
| ألعاب القوى | 16   | 7    | 23    |
| تايكواندو   | 1    | 2    | 3     |
| لجودو       | 2    | 0    | 2     |
| رفع الأثقال | 1    | 0    | 1     |
| سباحة       | 1    | 0    | 1     |
| كرة القدم   | 18   | 0    | 18    |
| كرة المضرب  | 2    | 0    | 2     |
| مبارزة      | 1    | 0    | 1     |
| ملاكمة      | 7    | 0    | 7     |
| مجموع       | 49   | 9    | 58    |

## حفل الافتتاح والختام
المغرب هو الفريق الوطني السابع بعد المئة، بعد مالطا و قبل موريشيوس، لدخول ملعب أثينا الأولمبي خلال موكب دخول الدول في حفل الافتتاح يوم 13 أغسطس. وقد عينت العداءة وبطلة العالم مرتين نزهة بدوان من طرف اللجنة الأولمبية الوطنية المغربية لتكون حاملة علم [الإنجليزية] الوفد المغربي، نظرا « لإنجازاتها العظيمة وأهمية نتائجها وكدليل على تكريم المرأة المغربية الرياضية والاعتراف بمكانتها في المجتمع ».

## جوائز

### ميداليات
فاز الوفد المغربي بثلاث ميداليات: ذهبيتين وفضية واحدة. مما جعله يحتل الرتبة 36 في ترتيب الدول حسب عدد الميداليات الذهبية و 51 في الترتيب الإجمالي لعدد الميداليات.
| ميدالية | رياضة       | منافسة   | رياضي       | إنجاز        | تاريخ         |
| ------- | ----------- | -------- | ----------- | ------------ | ------------- |
| ذهبية   | ألعاب القوى | 1500 متر | هشام الكروج | 3 د 34 ث 18  | 24 أغسطس 2004 |
| ذهبية   | ألعاب القوى | 5000 متر | هشام الكروج | 13 د 14 ث 39 | 28 أغسطس 2004 |
| فضية    | ألعاب القوى | 800 متر  | حسنة بنحسي  | 1 د 56 ث 43  | 23 أغسطس 2004 |

| رياضة     | ميدالية ذهبية، الألعاب الأولمبية | ميدالية فضية، الألعاب الأولمبية |   | مجموع |
| --------- | -------------------------------- | ------------------------------- | - | ----- |
| ألعاب قوى | 2                                | 1                               | 0 | 3     |
| مجموع     | 2                                | 1                               | 0 | 3     |

### شهادات
بالإضافة إلى الميداليات الثلاث، حصل الرياضيون المغاربة على ثلاث دبلومات أولمبية خلال هذه الألعاب.
| مركز | رياضة       | منافسة         | رياضي              | إنجاز                      | تاريخ         |
| ---- | ----------- | -------------- | ------------------ | -------------------------- | ------------- |
| 8    | ألعاب القوى | 3000 متر موانع | علي الزين          | 8 د 15 ث 58                | 24 أغسطس 2004 |
| 4    | ألعاب القوى | 800 متر        | محسن الشهيبي       | 1 د 45 ث 16                | 28 أغسطس 2004 |
| 5    | تايكواندو   | + 80 كغ        | عبد القادر الزروري | هزيمة في نصف النهائي (3-1) | 29 أغسطس 2004 |

## منافسات

### أحداث بارزة

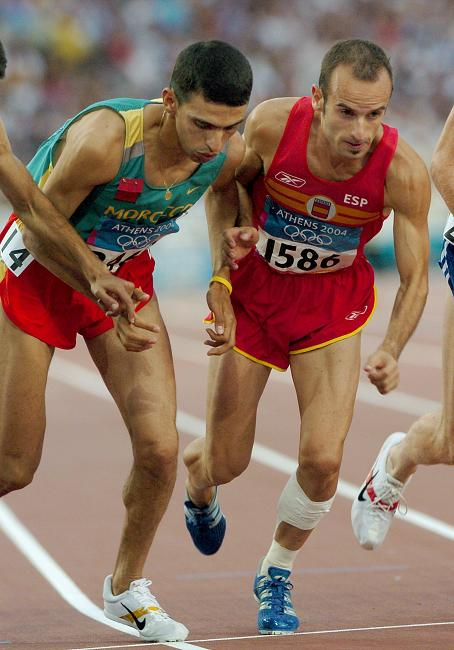
هشام الكروج (يسار) خلال إنطلاقة سباق 1500 متر ضمن منافسات ألعاب القوى في الألعاب الأولمبية الصيفية 2004.

في 28 أغسطس، اليوم الأخير من منافسات ألعاب القوى في الألعاب الأولمبية الصيفية 2004، تمكن هشام الكروج من الفوز بسباق 5000 متر، بعد أربعة أيام من تتويجه في 1500 متر، ليصبح بذلك أول عداء يحقق الثنائية، ثمانين عاما بعد الفنلندي بآفو نورمي في دورة الألعاب الأولمبية باريس 1924.

### ألعاب قوى
الإقصائيات
في كل منافسة، يمكن لكل بلد إشراك ثلات عدائين شرط أن يكونوا قد حققوا الحد الأدنى أ. بالمقابل، عداء واحد يمكن إشراكه إذا تم تحقيق الحد الأدنى ب. الحدود الدنيا للتأهل تم تحديدهم من طرف الاتحاد الدولي لألعاب القوى و يجب تحقيقهم بين 1 يناير 2003 و 9 أغسطس 2004. بالنسبة للماراثون الفترة المحددة هي بين 1 سبتمبر 2002 و 9 أغسطس 2004.
اختارت اللجنة الأولمبية الوطنية المغربية 23 عداء للمشاركة في منافسات ألعاب القوى في الألعاب الأولمبية الصيفية 2004. يبين الجدول التالي أفضل الأوقات المنجزة من طرف الرياضيين المختارين خلال فترة الإقصائيات، وتاريخ ومكان الإنجاز فضلا عن الحد الأدنى الذي تم تحقيقه · .
| رياضي              | منافسة         | أفضل إنجاز    | تاريخ         | مكان                   | الحد الأدنى أ | الحد الأدنى ب |
| ------------------ | -------------- | ------------- | ------------- | ---------------------- | ------------- | ------------- |
| أمين لعلو          | 800 متر        | 1 د 43 ث 68   | 6 أغسطس 2004  | زيورخ (سويسرا)         | 1 د 46 ث      | 1 د 47 ث      |
| محسن الشهيبي       | 800 متر        | 1 د 45 ث 73   | 17 يوليو 2003 | الجزائر (الجزائر)      | 1 د 46 ث      | 1 د 47 ث      |
| هشام الكروج        | 1500 متر       | 3 د 27 ث 64   | 6 أغسطس 2004  | زيورخ (سويسرا)         | 3 د 36 ث 20   | 3 د 38 ث      |
| عادل الكوش         | 1500 متر       | 3 د 32 ث 86   | 4 يوليو 2004  | كاندية (اليونان)       | 3 د 36 ث 20   | 3 د 38 ث      |
| يوسف بابا          | 1500 متر       | 3 د 33 ث 01   | 31 يوليو 2004 | اوسدان-زولده (بلجيكا)  | 3 د 36 ث 20   | 3 د 38 ث      |
| هشام الكروج        | 5000 متر       | 12 د 50 ث 24  | 12 يونيو 2003 | أوسترافا (التشيك)      | 13 د 21 ث 50  | 13 د 25 ث 40  |
| عبد الرحيم الكومري | 5000 متر       | 12 د 59 ث 04  | 30 يوليو 2004 | لندن (المملكة المتحدة) | 13 د 21 ث 50  | 13 د 25 ث 40  |
| هشام بلاني         | 5000 متر       | 13 د 5 ث 72   | 31 يوليو 2004 | اوسدان-زولده (بلجيكا)  | 13 د 21 ث 50  | 13 د 25 ث 40  |
| محمد أمين          | 10000 متر      | 27 د 44 ث 24  | 2 أغسطس 2004  | الرباط                 | 27 د 49 ث     | 28 د 6 ث      |
| جواد غريب          | ماراثون        | 2 س 7 د 2 ث   | 18 أبريل 2004 | لندن (المملكة المتحدة) | 2 س 15 د      | 2 س 18 د      |
| خالد بومليلي       | ماراثون        | 2 س 10 د 49 ث | 18 يناير 2004 | مراكش                  | 2 س 15 د      | 2 س 18 د      |
| رشيد الغنموني      | ماراثون        | 2 س 10 د 56 ث | 30 أغسطس 2003 | سان دوني (فرنسا)       | 2 س 15 د      | 2 س 18 د      |
| علي الزين          | 3000 متر موانع | 8 د 12 ث 93   | 27 يوليو 2004 | ستوكهولم (السويد)      | 8 د 24 ث 60   | 8 د 32 ث      |
| زهير الوردي        | 3000 متر موانع | 8 د 16 ث 64   | 31 يوليو 2004 | اوسدان-زولده (بلجيكا)  | 8 د 24 ث 60   | 8 د 32 ث      |
| عبد اللطيف شملال   | 3000 متر موانع | 8 د 21 ث 56   | 31 يوليو 2004 | اوسدان-زولده (بلجيكا)  | 8 د 24 ث 60   | 8 د 32 ث      |
| يحيى برابح         | قفز طويل       | 8 م 33        | 12 أغسطس 2003 | الدار البيضاء          | 8 م 19        | 8 م 5         |
| طارق بوقطايب       | قفز طويل       | 8 م 21        | 24 يوليو 2004 | مكناس                  | 8 م 19        | 8 م 5         |
| مينة آيت حمو       | 800 متر        | 1 د 58 ث 92   | 6 أغسطس 2004  | زيورخ (سويسرا)         | 2 د           | 2 د 1 ث 30    |
| حسنة بنحسي         | 800 متر        | 1 د 59 ث 11   | 6 أغسطس 2004  | زيورخ (سويسرا)         | 2 د           | 2 د 1 ث 30    |
| سلطانة آيت حمو     | 800 متر        | 1 د 59 ث 87   | 17 يوليو 2003 | الجزائر (الجزائر)      | 2 د           | 2 د 1 ث 30    |
| بشرى غزيال         | 1500 متر       | 4 د 4 ث 19    | 3 يوليو 2004  | سان سباستيان (إسبانيا) | 4 د 5 ث 80    | 4 د 7 ث 15    |
| حسنة بنحسي         | 1500 متر       | 4 د 4 ث 42    | 23 يوليو 2004 | سان دوني (فرنسا)       | 4 د 5 ث 80    | 4 د 7 ث 15    |
| حفيظة ايزم         | ماراثون        | 2 س 36 د 2 ث  | 9 مايو 2004   | نابولي (إيطاليا)       | 2 س 37 د      | 2 س 42 د      |
| كنزة وهبي          | ماراثون        | 2 س 36 د 29 ث | 31 يوليو 2004 | سان دوني (فرنسا)       | 2 س 37 د      | 2 س 42 د      |
| نزهة بدوان         | 400 متر حواجز  | 54 ث 89       | 31 يوليو 2004 | اوسدان-زولده (بلجيكا)  | 55 ث 60       | 56 ث 25       |

النتائج
إنجاز هشام الكروج

### جودو
| رياضي       | منافسة       | الدور الأول | الدور الثاني                   | دور الستة عشر | ربع النهائي | نصف النهائي | الترضية 1                      | الترضية 2                     | النهائي     | النهائي  |
| رياضي       | منافسة       | منافس نتيجة | منافس نتيجة                    | منافس نتيجة   | منافس نتيجة | منافس نتيجة | منافس نتيجة                    | منافس نتيجة                   | منافس نتيجة | مركز     |
| ----------- | ------------ | ----------- | ------------------------------ | ------------- | ----------- | ----------- | ------------------------------ | ----------------------------- | ----------- | -------- |
| يونس أحمدي  | أقل من 60 كغ | —           | خسر من يفجيني سطانيف 0000–1000 | لم يتأهل      | لم يتأهل    | لم يتأهل    | لم يتأهل                       | لم يتأهل                      | لم يتأهل    | لم يتأهل |
| عادل بلكايد | أقل من 81 كغ | —           | خسر من رومان هونتيوك 0000–1020 | لم يتأهل      | لم يتأهل    | لم يتأهل    | فاز على رضا چاه خندق 0013–0001 | خسر من فلوريان فانر 0000–0201 | لم يتأهل    | لم يتأهل |

### سباحة
دخل المغرب فعاليات السباحة خلال هذه الألعاب برياضي واحد. و هو عادل بلاز ، من مواليد 4 يونيو 1981 و ينشط في ناديي فايكنج روان و السكك الحديدية بالرباط. بالغا من العمر 23 سنة، يشارك للمرة الأولى في الألعاب الأولمبية. دخل عادل بلاز غمار التنافس في منافسة 200 متر سباحة حرة في 15 أغسطس 2004.
الإقصائيات
تم اختيار بعد نجاحه في المعيار ب للاتحاد الدولي للسباحة. من أجل التأهل، شارك في العديد من المسابقات، خاصة في فرنسا.
خلال الدورة الثامنة لنهائي كأس فيتيل، الذي نظمه الاتحاد الفرنسي للسباحة بين 25 و 27 يونيو 2004 بميلوز، شارك عادل بلاز في سباق 200 متر سباحة حرة، و أنهى التصفيات في المركز العاشر في زمن قدره 1 د 54 ث 91، بعد مرور في 100 متر بتوقيت 56 ث 72 ، و شارك بعد ذلك في المباراة النهائية ب واحتل المركز الثالث في زمن قدره 1 د 54 ث 8 بعد مرور في 100 متر بتوقيت 56 ث 43 ، محسنا بذلك زمنه الشخصي وحاجزا بطاقة مشاركته في الأولمبياد.
النتائج
| رياضي     | منافسة            | تصفيات      | تصفيات | نصف النهائي | نصف النهائي | النهائي  | النهائي  |
| رياضي     | منافسة            | زمن         | مركز   | زمن         | مركز        | زمن      | مركز     |
| --------- | ----------------- | ----------- | ------ | ----------- | ----------- | -------- | -------- |
| عادل بلاز | 200 متر سباحة حرة | 1 د 55 ث 79 | 53     | لم يتأهل    | لم يتأهل    | لم يتأهل | لم يتأهل |

### كرة القدم
شارك منتخب المغرب لكرة القدم في مسابقة كرة القدم في الألعاب الأولمبية الصيفية بعد تصدره مجموعته ضمن مسابقة أفريقيا التمهيدية. وواجه المغاربة منتخبات كوستاريكا، البرتغال والعراق الذين تأهلوا مباشرة من مناطقهم على التوالي.
التصفيات
أربعة مقاعد ممنوحة إلى أفريقيا في منافسات كرة القدم رجال. متصدرو المجموعات الأربع لمسابقة أفريقيا التمهيدية يتأهلون مباشرة. وقد وقع المغرب في المجموعة الثالثة مع أنغولا وإثيوبيا وأوغندا. تأهل المغرب بعد حصوله على المركز الأول في مجموعته بما مجموعه 11 نقطة من ثلاثة انتصارات (4-0 ضد إثيوبيا، 5-0 ضد أوغندا و2-1 ضد أنغولا) وتعادلين (0-0 مع أنغولا 1-1 مع أوغندا) وهزيمة ضد إثيوبيا. حجز المغرب بطاقة تأهله عقب الجولة السادسة والأخيرة من التصفيات، وذلك بفضل انتصاره ضد أنغولا بهدفين لواحد. وبهذا يشارك أشبال الأطلس للمرة السابعة في تاريخهم في مسابقة كرة القدم في الألعاب الأولمبية الصيفية، و للمرة الثانية على التوالي بعد نسخة عام 2000.
التشكيلة
| #  | اسم             | مركز     | فريق            | سن | لعب | هدف | أنذر | Yellow card · Yellow-red card | Red card |
| -- | --------------- | -------- | --------------- | -- | --- | --- | ---- | ----------------------------- | -------- |
| 1  | عمر شريف        | حارس     | مولودية وجدة    | 23 | 0   | 0   | 0    | 0                             | 0        |
| 18 | نادر المياغري   | حارس     | الوداد البيضاوي | 28 | 3   | 0   | 0    | 0                             | 0        |
| 2  | منصف زرقا       | مدافع    | نانسي           | 22 | 2   | 0   | 1    | 0                             | 0        |
| 4  | جمال عليوي      | مدافع    | بيروجيا         | 22 | 2   | 0   | 0    | 0                             | 1        |
| 6  | بدر القدوري     | مدافع    | دينامو كييف     | 23 | 3   | 0   | 0    | 0                             | 0        |
| 13 | أسامة السويدي   | مدافع    | ريال مايوركا ب  | 22 | 3   | 0   | 0    | 0                             | 0        |
| 15 | سامي تاج الدين  | مدافع    | الرجاء البيضاوي | 22 | 2   | 0   | 0    | 0                             | 0        |
| 16 | أمين الرباطي    | مدافع    | الرجاء البيضاوي | 23 | 3   | 0   | 0    | 0                             | 0        |
| 3  | صلاح الدين عقال | لاعب وسط | أولمبيك خريبكة  | 20 | 2   | 1   | 0    | 0                             | 0        |
| 5  | مروان زمامة     | لاعب وسط | الرجاء البيضاوي | 20 | 0   | 0   | 0    | 0                             | 0        |
| 8  | يزيد قيسي       | لاعب وسط | لانس            | 23 | 3   | 0   | 1    | 0                             | 0        |
| 14 | عز الدين أورحو  | لاعب وسط | إستر            | 20 | 3   | 0   | 0    | 0                             | 0        |
| 17 | عثمان العساس    | لاعب وسط | الاتحاد         | 25 | 2   | 0   | 1    | 0                             | 0        |
| 7  | فريد الطلحاوي   | مهاجم    | غينغان          | 22 | 3   | 0   | 1    | 0                             | 0        |
| 9  | مصطفى العلاوي   | مهاجم    | المغرب الفاسي   | 21 | 0   | 0   | 0    | 0                             | 0        |
| 10 | بوعبيد بودن     | مهاجم    | لانس            | 22 | 3   | 1   | 0    | 0                             | 0        |
| 11 | المهدي الطويل   | مهاجم    | نورمبرغ         | 21 | 2   | 0   | 0    | 0                             | 0        |
| 12 | بوشعيب المباركي | مهاجم    | الوصل           | 26 | 3   | 0   | 0    | 0                             | 0        |

النتائج
| كوستاريكا | 0–0   | المغرب |
| --------- | ----- | ------ |
|           | تقرير |        |

| المغرب   | 1–2   | البرتغال                |
| -------- | ----- | ----------------------- |
| بودن 85' | تقرير | رونالدو 40' · كوستا 73' |

| المغرب                      | 2–1   | العراق   |
| --------------------------- | ----- | -------- |
| بودن 69' (ركلة.) · عقال 77' | تقرير | سدير 63' |

| عنوان تفسيري                                                     |
| ---------------------------------------------------------------- |
| الفائزين بالمجموعات وأصحاب المركز الثاني يتأهلون إلى ربع النهائي |

| المنتخب   | ل | ف | ت | خ | له | عليه | الفرق | النقاط |
| --------- | - | - | - | - | -- | ---- | ----- | ------ |
| العراق    | 3 | 2 | 0 | 1 | 7  | 4    | +3    | 6      |
| كوستاريكا | 3 | 1 | 1 | 1 | 4  | 4    | 0     | 4      |
| المغرب    | 3 | 1 | 1 | 1 | 3  | 3    | 0     | 4      |
| البرتغال  | 3 | 1 | 0 | 2 | 6  | 9    | −3    | 3      |

### كرة المضرب
| رياضي         | الدور الأول                        | الدور الثاني | دور الستة عشر | ربع النهائي | نصف النهائي | النهائي     | مركز     |
| رياضي         | منافس نتيجة                        | منافس نتيجة  | منافس نتيجة   | منافس نتيجة | منافس نتيجة | منافس نتيجة | مركز     |
| ------------- | ---------------------------------- | ------------ | ------------- | ----------- | ----------- | ----------- | -------- |
| هشام أرازي    | خسر من خوان كارلوس فيريرو 3-6، 1-6 | لم يتأهل     | لم يتأهل      | لم يتأهل    | لم يتأهل    | لم يتأهل    | لم يتأهل |
| يونس العيناوي | خسر من دومينيك هرباتي 3-6، 4-6     | لم يتأهل     | لم يتأهل      | لم يتأهل    | لم يتأهل    | لم يتأهل    | لم يتأهل |

| رياضيون                  | الدور الأول                                    | دور الستة عشر | ربع النهائي | نصف النهائي | النهائي     |
| رياضيون                  | منافس نتيجة                                    | منافس نتيجة   | منافس نتيجة | منافس نتيجة | منافس نتيجة |
| ------------------------ | ---------------------------------------------- | ------------- | ----------- | ----------- | ----------- |
| هشام أرازي يونس العيناوي | خسروا من ماكس ميرني / فلاديمير فولطشكوف انسحاب | لم يتأهلوا    | لم يتأهلوا  | لم يتأهلوا  | لم يتأهلوا  |

### مبارزة
| رياضي       | منافسة       | الدور الأول                | الدور الثاني | دور الستة عشر | ربع النهائي | نصف النهائي | النهائي     | النهائي  |
| رياضي       | منافسة       | منافس نتيجة                | منافس نتيجة  | منافس نتيجة   | منافس نتيجة | منافس نتيجة | منافس نتيجة | مركز     |
| ----------- | ------------ | -------------------------- | ------------ | ------------- | ----------- | ----------- | ----------- | -------- |
| عصام الرامي | سيف المبارزة | خسر من سيرجي كوشيتكوف 6-15 | لم يتأهل     | لم يتأهل      | لم يتأهل    | لم يتأهل    | لم يتأهل    | لم يتأهل |

## جوانب لا رياضية
العديد من الرياضيين من أصول مغربية اختاروا تمثيل بلدان إقامتهم خلال هذه الألعاب، من بينهم : هند ذهيبة، ادريس الحيمر، رقية مروي، الحسن الحسيني وإسماعيل الصغير بالنسبة لفرنسا ؛ رشيد رمزي، عبد الحق زكريا، ناديا إيجافيني والمصطفى رياض بالنسبة للبحرين ؛ وأشرف تاديلي بالنسبة لكندا.